# Samuel White Baker

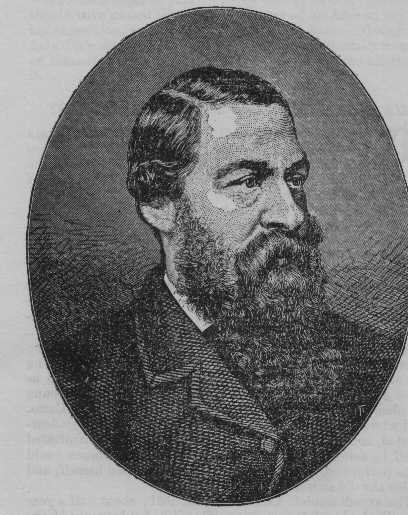
Samuel Baker

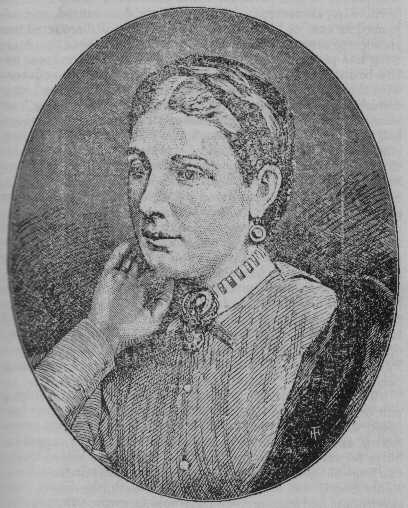
Florence Baker

Samuel White Baker (Londen, 1821-Newton Abbot, 1893) was een Brits ontdekkingsreiziger, koloniaal bestuurder, avonturier en grootwildjager. Hij is vooral bekend van zijn ontdekkingsreis in 1862-1865, waarbij hij het Albertmeer ontdekte. Deze reis ondernam hij samen met zijn tweede vrouw Florence Baker.

## Vroege leven
Baker was van goede komaf, zijn vader was een rijke koopman en scheepsbouwer. Na zijn studies vertrok hij naar Azië, verbleef enige tijd op Mauritius en woonde vervolgens 8 jaar (1846-1854) op Ceylon, waar hij met zijn broer John Baker een landbouwnederzetting oprichtte in Nuwara Eliya, en zich bekwaamde tot grootwildjager. In 1855 overleed zijn eerste vrouw, Henrietta Biddulph Martin. Hij liet zijn kinderen achter bij de familie van zijn vrouw, en werkte enige jaren in de Balkan, eerst als soldaat in de Krimoorlog en daarna bij de aanleg van de eerste spoorweg in het Ottomaanse Rijk.
Op een slavenmarkt in Vidin viel zijn oog op een blanke slavin, Barbara Mara von Szász. Zij was een dochter van de Hongaarse edelman Finnian von Szász, maar in de Hongaarse Revolutie van 1848 werden haar ouders gedood en kwam zij in een harem terecht, van waaruit zij werd verkocht. Samuel verloor de bieding van de pasja van Vidin, maar stal het meisje van hem, en vluchtte met haar naar Oostenrijk-Hongarije.

## Ontdekkingstocht

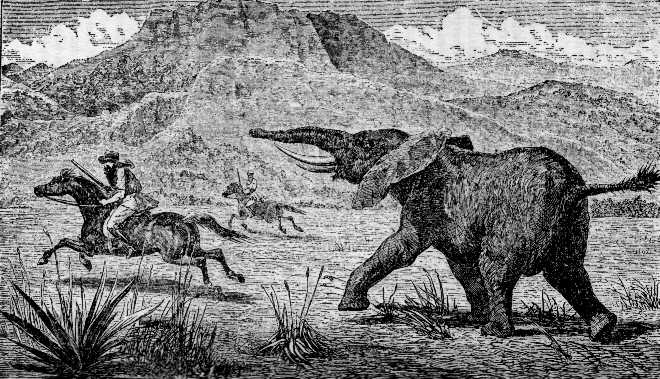
Grootwildjager Baker wordt achternagezeten door een olifant

De Bakers vertrokken in 1861 uit Engeland naar Afrika. Het plan was een jaar lang te jagen in Soedan, daarbij ook Arabisch lerend, en daarna vanuit Khartoem naar het zuiden te trekken om de bron van de Nijl te ontdekken. Ze bereisden inderdaad een jaar lang het gebied rond de rivier Atbara, jaagden en brachten het gebied in kaart, alvorens door te reizen naar Khartoem. Daar hoorden ze dat John Peterick verdwenen was, en men vermoedde dat hij was overleden. Peterick zou in Gondokoro de ontdekkingsreizigers John Hanning Speke en James Augustus Grant afwachten, die vanuit Oost-Afrika op zoek waren naar de bron van de Nijl. De Royal Geographical Society, die Speke en Grant had uitgezonden, vroeg Baker om Petericks rol over te nemen, en proviand voor Speke en Grant van Khartoem naar Gondokoro te brengen. Baker stemde graag toe, met in het achterhoofd de gedachte dat als Speke en Grant niet zouden slagen, hij zelf naar de bron kon zoeken. Door droogte en tegenwerkende autoriteiten moest het paar nog een half jaar in het smerige Khartoem wachten voor ze schepen hadden om hen naar Gondokoro te brengen.
In februari 1863 kwamen Baker en zijn vrouw in Gondokoro aan, en amper twee weken later arriveerden Speke en Grant daar ook. Ze gaven aan de bron van de Nijl ontdekt te hebben bij het noordelijke uiteinde van het Victoriameer. Dit was een teleurstelling voor Baker, die gehoopt had zelf de bron te ontdekken. Op zijn vraag of er nog iets voor hem te ontdekken viel, antwoordden Speke en Grant dat ze hadden gehoord van een ander groot meer, Luta Ngize genaamd, waar de Nijl doorheen stroomde. Baker en zijn vrouw gingen op zoek naar dit meer.
De reis zuidwaarts was moeizaam. De Bakers kregen te maken met overstromingen, opstandige dragers, sterfte van lastdieren en malaria. Uiteindelijk wisten ze Bunyoro te bereiken, waar koning Kamrasi eerder al Speke en Grant van veel van hun bezittingen had ontdaan. Hij hield de zieke en verzwakte Bakers bij zich door te beweren dat Luta Nzige veel verder weg lag dan het in werkelijkheid was, en troggelde hem allerlei waren af. Toen hij Baker eindelijk wilde laten gaan, wilde hij eerst nog een ruil uitvoeren: hij wilde Florence als vrouw nemen en bood Samuel in ruil daarvoor een keuze uit zijn harem aan. Dit werd Samuel te veel. Hij trok zijn pistool en richtte het op Kamrasi, terwijl Florence de koning in diverse talen uitschold. Kamrasi bond in, en liet het echtpaar vertrekken.
Opnieuw was de tocht zwaar. Florence moest uit het moeras getrokken worden en bleef nog dagenlang ijlen. Eindelijk, op 24 maart 1864, bereikten de Bakers de zuidoostkust van Luta Nzige, dat Samuel Albert Nyanza (Albertmeer) doopte, naar prins Albert, de echtgenoot van koningin Victoria. Hij realiseerde zich niet dat hij dicht bij het zuidelijke einde van het meer was, en overschatte daarom de grootte ervan. Hij huurde een aantal boten, en voer naar de noordoever van het meer, waar hij de uitstroming van de Nijl en de Murchisonwatervallen zag. Ze keerden terug naar Kamrasi's hoofdstad, waar ze een verrassing wachtte: de man die hen had vastgehouden en kaalgeplukt, was niet Kamrasi, maar diens broer M'Gambi - Kamrasi was toch wel bang geweest voor de blanken, en had daarom een plaatsvervanger gestuurd. Het duurde nog tot maart 1865 voor Samuel en Florence terug waren in Gondokoro, twee jaar na hun vertrek. Ze waren al dood gewaand. Na hun terugkeer in Engeland maakten hun verhaal en het boek dat Samuel erover schreef hen populair, en Samuel werd geridderd.

## Equatoria

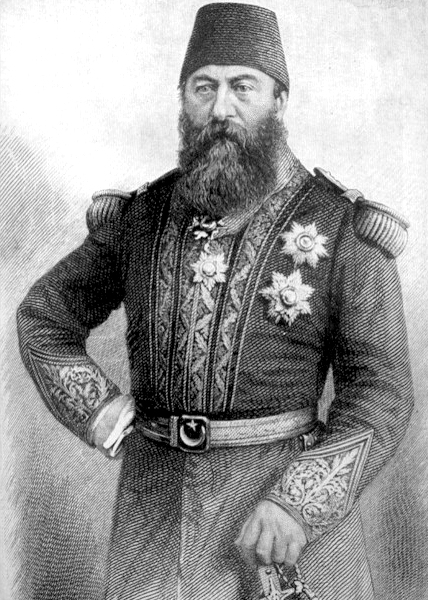
Samuel Baker als pasja

In 1869 waren de Bakers opnieuw in Egypte, met de latere koning Edward VII van het Verenigd Koninkrijk. Khedive Ismail Pasja nodigde hem uit een militaire expeditie te leiden naar de Boven-Nijl om het gebied voor Egypte te annexeren en de slavenhandel aan te pakken. Baker accepteerde de opdracht, en terug in Engeland zette hij de expeditie op. In februari 1870 vertrok hij uit Khartoem naar Gondokoro, maar van april tot december werd hij opgehouden in Malakal, wachtend op de jaarlijkse overstroming van de Nijl. Opnieuw waren er problemen voor de schepen, maar door een dam te bouwen bij de monding van de Bahr el Zeraf wist Baker zijn kleine vloot varend te houden, en op 26 mei 1871 ging Baker over tot formele annexatie van Zuid-Soedan, en stichtte hij de provincie Equatoria.
In 1872 waren de Bakers opnieuw in Bunyoro, waar Kamrasi intussen overleden was en opgevolgd was door zijn zoon Kabba Rega. Baker trachtte ook dit gebied te annexeren voor Egypte maar moest zich na gevechten terugtrekken. Wel versterkte hij zijn positie in wat nu noordelijk Oeganda is. In 1873 keerden de Bakers terug naar Engeland. Samuel werd als gouverneur van Equatoria opgevolgd door Charles George Gordon.